# Rollinsville
Rollinsville – jednostka osadnicza w Stanach Zjednoczonych, w stanie Kolorado, w hrabstwie Gilpin.